# Gerberga (soția lui Carloman I)
Gerberga sau Gerperga a fost soția lui Carloman I din Dinastia Carolingiană, fratele lui Carol cel Mare.
Se știe foarte puțin despre Gerberga. Familia din care provenea nu este cunoscută istoricilor. Totuși, faptul că era de origine francă este atestat de o scrisoare a papei Ștefan al III-lea adresată lui Carol cel Mare și lui Carloman la scurt timp după urcarea lor pe tron în octombrie 768. Acesta scria, printre altele: „Datorită voinței tatălui tău Pepin cel Scurt, sunteți amândoi uniți în căsătorie cu două frumoase prințese france”.
Gerberga s-a căsătorit cu Carloman în jurul anului 768. Ei au avut doi fii, Pepin și Syagrius.
După ce soțul ei a murit în 771 iar Carol cel Mare și-a însușit partea imperiului care urma să revină fiilor lui Carloman, Gerberga însoțită de câțiva nobili franci, s-a refugiat cu copiii la Desiderius, regele longobarzilor. Probabil intenționa să domnească ca regentă. Apoi Gerberga dispare din toate izvoarele istorice. Fuga ei în Italia a fost una dintre cauzele care au precipitat războiul dintre Carol cel Mare și longobarzi. 
În mai multe surse Gerberga este menționată în mod eronat ca fiica lui Desiderius fiind probabil confundată cu soția de la acea vreme a lui Carol cel Mare, o altă prințesă longobardă.
Istoricul Janet Nelson a emis teza că soția lui Carol, al cărei nume nu este precizat în surse, este de obicei numită de istorici Desiderata, a fost numită și Gerperga, ceea ce ar putea explica confuzia.

## Descendenți
- Pepin, prinț al Franciei (n. înainte de 769);
- Syagrius (n.c. 770);
- Ida de Herzfeld (venerată ca sfântă de Biserica catolică în Germania);[9]
- Cunigunda de Austrasia.